# Ricky Ford
Ricky Ford (Boston, 4 marzo 1954) è un sassofonista statunitense.

## Discografia parziale
- Loxodonta Africana (New World. 1977)
- Manhattan Plaza (Muse, 1978)
- Flying Colors (Muse, 1980)
- Tenor for the Times (Muse, 1981)
- Interpretations (Muse, 1982)
- Future's Gold (Muse, 1983)
- Shorter Ideas (Muse, 1984)
- Looking Ahead (Muse, 1986)
- Saxotic Stomp (Muse, 1987)
- Hard Groovin' (Muse, 1989)
- Manhattan Blues (Candid, 1989)
- Ebony Rhapsody (Candid, 1990) – live
- Hot Brass (Candid, 1992) – reg. 1991
- American-African Blues (Candid, 1992) – live reg. 1991
- Tenor Madness Too! (Muse, 1992)
- Tenors of Yusef Lateef & Ricky Ford con Yusef Lateef (YAL/Bomba, 1996) – reg. 1994
- Balaena (Jazz Friends Productions, 1999)
- Songs for My Mother (Jazz Friends Productions, 2002)
- Reeds and Keys con Kirk Lightsey (Jazz Friends Productions, 2003)
- 7095 con Ze Big Band (Solidor Productions, 2010)
- Sacred Concert con Ze Big Band (Ze Big Band Association, 2013)